# Jan Kutáč
Jan Kutáč (28. ledna 1942 Lubina u Kopřivnice – 14. července 2012 Vizovice) byl český římskokatolický kněz, v letech 1987 až 1993 spirituál Kněžského semináře v Litoměřicích a v letech 1993 až 1995 sekretář olomouckého arcibiskupa Jana Graubnera.

## Život
Vystudoval Cyrilometodějskou bohosloveckou fakultu v Litoměřicích a 5. července 1971 přijal v Brně kněžské svěcení. Jako kněz působil ve Svitavách, Městečku Trnávce, Holešově, Zdounkách, Hvozdné a Želechovicích nad Dřevnicí. Poté byl v letech 1987 až 1993 spirituálem Kněžského semináře v Litoměřicích a následně až do roku 1995 sekretářem olomouckého arcibiskupa Mons. Jana Graubnera. V letech 1995 až 2000 farářem ve Valašských Kloboukách; v letech 2000 až 2006 v Praze-Vinoři. Od roku 2006 až do svého úmrtí působil ve Vizovicích. Dne 8. května 2010 jej papež Benedikt XVI. jmenoval kaplanem Jeho Svatosti.